# Omega Draconis
Omega Draconis (ω Draconis, förkortat Omega Dra, ω Dra) som är stjärnans Bayerbeteckning, är en dubbelstjärna belägen i mellersta delen av stjärnbilden Draken. Den har en kombinerad skenbar magnitud på 4,80 och är svagt synlig för blotta ögat. Baserat på parallaxmätning inom Hipparcosuppdraget på ca 43,2 mas, beräknas den befinna sig på ett avstånd av 75,6 ljusår (23,2 parsek) från solen.

## Egenskaper
Primärstjärnan i Omega Draconis är en stjärna i huvudserien av spektralklass F5V. Den är en spektroskopisk dubbelstjärna, vilket innebär att följeslagaren är för nära för att kunna upplösas, men periodiska dopplerskiftningar i deras spektra visar omloppsrörelsen. I det här fallet kan ljus från båda stjärnorna detekteras och stjärnornas omloppsperiod är 5,28 dygn och med en excentricitet på 0,00220, vilket innebär en nästan cirkulär omloppsbana.
Omega Dacronis har en massa som är ca 50 procent större än solens massa och en radie som är 1,87 gånger solens. Den utsänder från sin fotosfär ca 3 gånger mer energi än solen vid en effektiv temperatur på 6 590 K.